# محمدرضا کاتب
محمدرضا کاتب (متولد ۱۳۴۵، تهران)  نویسنده وکارگردان ایرانی است.

## زندگی
محمد رضا کاتب در رشته کارگردانی تلویزیونی فارغ‌التحصیل شد و به فیلم سازی و فیلم‌نامه‌نویسی اشتغال یافت. رمان «هیس-۱۳۶۹» باعث مطرح شدن او در جامعه نویسندگان ایران شد که البته این رمان به عنوان کتاب سال منتقدان ونویسندگان مطبوعات نیز برگزیده شد. کاتب قبل از انتشار رمان هیس هم جوایزبسیارزیادی برای کتاب هایش  که عمدتاً مربوط به  نوجوانان بود، دریافت کرده‌است.

## فعالیت‌ها

### فعالیت‌های اولیه
وی نویسندگی را از نوجوانی در کتابخانه ی مسجد جوادالائمه واقع در سه راه آذری تهران آغاز کرد و  قصه های خود رادر مجله کیهان بچه‌ها و سروش نوجوانان چاپ می‌کرد. کاتب از جوان‌ترین اعضای آن کتابخانه به‌شمار می‌رفت. کتاب‌های ابتدایی او نیز درون مایه طنز داشته‌است. بعد از آن در دانشکده صدا و سیما مشغول به تحصیل شد. از نویسندگان هم سن و سالش پرکارتر بودو نه کتاب به نام های «اولین قدم»، «شب چراغی در دست»، «قطره‌های بارانی»، «نگاه زرد پاییز»، «ختم ارباب والا»، «جای شما خالی»، «بلاهای زمینی»، «عبور از پیراهن» و «پری در آبگینه» را تنها در دهه 60 به چاپ رسانیده‌است. درون مایه کتاب‌های ابتدایی وی، عمدتاً  مخصوص گروه سنی کودکان و نوجوانان است.

### ادامه فعالیت‌ها
همسایه مسیح،و دست‌ها پشت گردن،و نصف کشتی نصف دریا, و فقط به زمین نگاه کن (منتخب دومین دوره کتاب سال  -۷۳)، ویک حرف قشنگ‌تر بزن و -آمده ام  - شاید ,ودوشنبه‌های آبی ماه، کتاب‌های بعدی او هستند. پس از آن بود که رمان مطرح هیس را در سال ۷۸ به چاپ رسانید که جایزه برترین رمان سال منتقدان و نویسندگان مطبوعات را برد. پس از آن  رمان های«پستی»، «وقت تقصیر» و در سال 1386، رمان «آفتاب‌پرست نازنین» را منتشر کرد.از دیگر رمان های او می توان به رمان رام کننده ,بی ترسی,چشم هایم آبی بود همچنین رمان بالزن ها,اشاره کرد.  

### فعالیت‌های دیگر
وی گاهی فیلمنامه نیز می‌نویسد. از جمله کارهای او، همکاری وی با بهمن قبادی است ، در نگارش فیلمنامه لاک پشت‌ها پرواز می‌کنند. کار دیگر او همکاری وی با محمدعلی طالبی درفیلمنامه سرخی سیب کال است که در جشنواره بین‌المللی فیلم‌های کودکان و نوجوانان سال ۸۴ از آن تقدیر شد. علاوه بر فیلم نامه، وی فیلم مستند نیز می‌سازد.

### خصوصیات رمان‌های او
مهم‌ترین خصوصیت داستان‌های او عدم قطعیت است. نتیجه‌گیری قطعی در مورد وقایع و شخصیت‌های وی قبل از به پایان بردن داستان امکان‌پذیر نیست و شاید نتیجه‌گیری‌های زودهنگام، در ادامه داستان با چالش روبرو شوند. شخصیت‌ها در رمان‌های او گسترش نمی‌یابند و شاید سرانجامی نداشته باشند، این موضوع‌ها باعث شده‌است وی را جزاولین نویسندگان  پست مدرن ایران به حساب آوریم. رمان «هیس» از این نظر بسیار برجسته‌است. اگر چه این خصوصیت در رمان  های او به صورت متفاوتی بروز میکند. بارزترین و آشکارترین خصوصیت کتاب‌های کاتب،  ضمیمه ها حواشی وپاورقی‌های زیادی است که کاتب در آن‌ها به دنبال کردن داستان و به گونه‌ای تکمیل داستان خود می‌پردازد.
گفت و گوی گهگاه طولانی و چند صفحه‌ای این شخصیت‌ها از خصوصیات مهم دیگر رمان‌های اوست. این گفت و گوها هم شامل گفتگوی شخصیت‌ها با یکدیگر و هم شامل گفت و گوی درونی شخصیت‌ها می‌شود. این دو نوع گفت‌وگو در بعضی اوقات به هم گره خورده و تشخیص نوع آن برای خواننده دشوار می‌گردد.
عنصر دیگر تشکیل دهنده بیشتر رمان‌ها و داستان‌های او خشونت است. در واقع رمان وقت تقصیر موضوعی جز خشونت ندارد. خشونتی که بر بدن‌ها اعمال می‌شود. در حقیقت عنصر دیگر تشکیل دهندهٔ رمان‌های کاتب بدن است. حتی بعضی رمان او تا حدودی به گزارش کالبدشکافی شباهت دارد. در رمان «پستی» پیش برندهٔ داستان، بدنی است که بر اثر برخورد با قطار از هم پاشیده‌ است، در «آفتاب‌پرست نازنین» بدن شخصیتی به نام مریم که به گروگان گرفته شده‌است، موضوع قرار گرفته‌است و در رمان «وقت تقصیر» باز بدن‌ها هستند که عنصر اصلی هستند. در حقیقت در رمان «وقت تقصیر» که تا حدودی تداعی‌کننده رمان «سرزمین محکومان» اثر فرانتس کافکا می‌باشد، داستان بدن‌هایی است که شکنجه می‌شوند و در این رمان از روش‌های شکنجه‌ای که در قدیم مرسوم بوده‌ است، بسیار صحبت شده‌ است. این شباهت رمان‌های او به گزارشات کالبدشکافی سبب شده‌است تا بعضی رمان‌های او، همچون آفتاب‌پرست نازنین، به رمان‌های پلیسی نیز شباهت داشته باشد. بنابراین کاتب برای خوانندگانی که از کتاب آرامش بخواهند، نویسنده مطلوبی نخواهد بود. از این رو طنزی که کاتب از ابتدای نویسندگی خود از آن استفاده می‌کرده‌است، تحت تأثیر این خشونت قرار گرفته و رفته رفته به طنز سیاه و تلخ تبدیل شده‌است. به دنبال این خشونت، مرگ نیز تمام آثار کاتب را تحت تأثیر قرار داده‌است. در تمام رمان‌های وی، یک یا چند شخصیت با مرگ مواجه می‌شوند و این مرگ‌ها، نقاط عطف داستان‌های او نیز هستند. از این نظر که وی داستان‌نویسی است که توجه بسیاری به مرگ نشان می‌دهد، می‌توانیم وی را از وفاداران به موریس بلانشو که معتقد بود ادبیات جز مرگ موضوع دیگری ندارد، بدانیم. حتی اغلب شخصیت‌های وی که به مرگ دچار نمی‌شوند نیز بین مرز حیات و مرگ قرار دارند و زندگی بیهوده و بی هدفی را دنبال می‌کنند. از این نظر نیز می‌توانیم وی را تحت تأثیر ویلیام فاکنر بدانیم. ایستادن بر مرز زندگی و مرگ یا به عبارتی بی‌دلیل بودن شخصیت‌های ابداعی کاتب برای ادامه زندگی، کاتب را از نویسندگان معاصر او که اغلب، زندگی پربار را موضوع خود قرار داده‌اند، متمایز ساخته‌است. البته تأثیرپذیری او به گونه‌ای نیست که سعی در رونویسی یا تقلید داشته باشد بلکه این تأثیرپذیری را به گونه‌ای در خود حل کرده و به عبارتی می‌توان وی را، علی‌رغم تأثیرپذیری که از دیگران داشته‌است، نویسنده‌ای مستقل محسوب کرد.
اطناب سخن و کم توجهی به خلاصه گویی یکی از نواقص جدی رمان‌نویسی او قلمداد می‌شود. کاتب به دادن توضیحات اضافی و زیاده گویی‌های ملال‌آور (به ویژه در آفتاب‌پرست نازنین) علاقه زیادی نشان داده‌است. شخصیت ویراستاری به نام ف. باقری پای ثابت رمان‌های او است. در کتاب «هیس» حتی با فونت‌ها هم بازی شده‌است. طرح جلد کتاب‌های کاتب و محتوای آن کتاب‌ها حداقل در نگاه اول بی ارتباط به نظر می‌رسند؛ موقعیت جغرافیایی سرد کوهستانی که داستان آفتاب‌پرست نازنین در آن جریان دارد با طرح جلد کتاب که نشان دهندهٔ شالیزاری با گندم‌های طلایی در بهار است، همراه شده‌است. در مورد کتاب‌های دیگر او نیز همین ایراد وجود دارد.

## خصوصیات اخلاقی
کاتب به ندرت تن به مصاحبه و سخنرانی می‌دهد و به عبارتی اهالی مطبوعات وی را گوشه گیر قلمداد می‌کنند و اغلب در پاسخ به خبرنگاران «مشغول به چکش کاری رمان جدید هستم. » را تکرار می‌کند، حتی وی بعد از دریافت جایزه یلدا برای کتاب «وقت تقصیر» فقط به تشکر کردن بسنده کرده‌است. عده‌ای از دوستانش علت آن را خجالتی بودن او قلمداد می‌کنند. علی‌رغم آنکه وی در داستان‌های جدید خود به خشونت پرداخته‌است، اما عمدتاً شوخ‌طبع و لبخند به لب است.

## جمع‌بندی آثار

### رمان
- پری در آبگینه 1401      * - آمده ام- شاید، 1401
- فقط به زمین نگاه کن، ۱۳۷۲
- دوشنبه‌های آبی ماه، ۱۳۷۴
- هیس، ۱۳۷۸؛ برنده بهترین رمان  سال جایزه منتقدان و نویسندگان مطبوعاتی
- پستی، ۱۳۸۱
- وقت تقصیر، ۱۳۸۲
- آفتاب‌پرست نازنین، ۱۳۸۸[۹]
- رام‌کننده، ۱۳۹۰
- بی ترسی، ۱۳۹۲
- چشمهایم آبی بود، ۱۳۹۴
- بالزن‌ها، ۱۳۹۶
- بلاهای زمینی، ۱۳۷۱

### فیلم‌نامه
- لاک‌پشت‌ها پرواز نمی‌کنند (۱۳۸۵)
- سرخی سیب کال (۱۳۸۴)